# Nantuelh de Tivier
Nantuelh (en francès Nantheuil) és un municipi francès situat al departament de la Dordonya i a la regió de la Nova Aquitània.

## Demografia
| 1962                                       | 1968 | 1975 | 1982 | 1990 | 1999 | 2007  |
| ------------------------------------------ | ---- | ---- | ---- | ---- | ---- | ----- |
| 872                                        | 826  | 860  | 921  | 932  | 895  | 1.025 |
| Des de 1962: població sense dobles comptes |      |      |      |      |      |       |

## Administració
| Període   | Identitat          | Partit |
| --------- | ------------------ | ------ |
| 1983-1997 | Maurice Gouspillou | PCF    |
| 1997-2008 | Daniel Blanchard   | PCF    |
| 2008-     | Paul Canler        |        |